# Telekomunikacije
Telekomunikacije so področje elektrotehnike in znanstvena veda, ki obravnava prenos informacij na daljavo. Telekomunikacijska zveza omogoča izmenjavo in posredovanje informacijskih vsebin. V ožjem pomenu je telekomunikacija izmenjava podatkov oz. informaciji z uporabo elektrotehnike, elektronike ali pa druge sodobne tehnologije. Naloga telekomunikacij je prenesti signal najboljše kakovosti, z najmanjšo porabo moči in pasovne širine, s pomočjo najenostavnejše strojne opreme.
Mednarodna telekomunikacijska zveza (ITU) je telekomunikacije definirala kot vsak prenos, oddajanje ali sprejemanje znakov, signalov, besedil, slik in zvokov ali informacij kakršne koli vrste po žičnih, radijskih, optičnih ali drugih elektromagnetnih sistemih.
Komunikacijska zveza se vrednoti po dometu, ki je podan v dolžinskih enotah, in zmogljivosti, ki je podana v količini prenesenih informacij v časovni enoti. V primeru, da gre za digitalni prenos informacij se zmogljivost zveze poda kot število bitov prenesenih v enoti časa [bit/s].
Informacije se tako lahko prenašajo preko dolgih razdalj in celotnega sveta. Sprva je prenos informacij potekal s pomočjo vizualnih signalizacij ko so svetilnik, dimni signali, ritmičnim bobnenjem ipd. Z napredovanjem tehnologije so se telekomunikaciji pridružile še telegrafija, telefonija, radio, televizija, optična vlakna, optične komunikacije, računalniška omrežja in internet.
Danes so telekomunikacije sestavni del informacijsko-komunikacijskih tehnologij. 

## Zgodovina

### Zgodnje telekomunikacije
V srednjem veku so bile kot sredstvo za posredovanje signala običajno uporabljajene verige svetilnikov, ki so bile nameščene na vrhovih gričev. Vendar so verige svetilnikov imele pomanjkljivost, lahko so prenašale eno samo informacijo, zato si je bilo potrebno pomen sporočila, kot je "sovražnik je bilo opažen", dogovoriti vnaprej.
Leta 1792 je Claude Chappe, francoski inženir, zgradil prvi pritrjen sistem vizualne telegrafije med krajema Lille in Pariz. Vendar je sistem signalnih naprav (semaforjev) otrpel potrebo po usposobljenih izvajalcih in stroških grajenja stolpov vsakih 10-30 kilometrov (6-20 milj). Zaradi konkurence in nastanka električnega telegrafa, je bila zadnja signalna naprava opuščena leta 1880.
Prvi preboj v sodobni telekomunikaciji je prišel v letu 1830, z željo naj v celoti razvijejo telegraf. Uporaba teh električnih komunikacijskih sredstev se je v 19. stoletju eksplozivno začela širiti na vseh kontinentih sveta in tako povezala celine s pomočjo kablov na dnu oceanov. Prva dva priljubljena sistema električne telekomunikacije sta bila: telegraf in telefon, ki pa sta za uporabo zahtevala namestitev prevodnih kovinskih žic.
Rrevolucija v brezžični telekomunikacij se je začela v prvem desetletju 20. stoletja, ko je Guglielmo Marconi, leta 1909, pridobil Nobelovo nagrado za fiziko za svoj pionirski razvoj brezžične radijske komunikacije. Drugi izstopajoči pionirski izumitelji in razvijalci na področju električnih in elektronskih telekomunikacij so: Charles Wheatstone in Samuel Morse (telegraf), Alexander Graham Bell (telefon), Nikola Tesla, Edwin Armstrong, in Lee de Forest (radio), kot tudi John Logie Baird in Philo Farnsworth (televizija).

## Ključni pojmi

### Temeljni elementi
Osnovni telekomunikacijski sistem je sestavljen iz dveh osnovnih delov, ki sta vedno prisotna v raznih oblikah:
1. strojne opreme (oddajnik in sprejemnik) in
2. komunikacijskega kanala, ki je lahko brezžični ali žični (električne vrvice ali optično vlakno).

Naloga oddajnika je, da sprejme informacijo in jo pretvori v signal, ki se pošlje v kanal. Naloga sprejemnika pa je, da sprejme signal iz kanala in ga spremeni nazaj v uporabne informacije.
Naloga komunikacijskega kanala imenovanega tudi "fizični kanal" ali prenosni medi je prenašanje signala. 
Na primer, v radijski postaji je ojačevalec tudi oddajnik in antena za oddajanje je vmesnik med ojačevalcem in brezžičnim kanalom. Brezžični kanal je prenosni medij, sprejemnikova antena pa je vmesnik med brezžičnim kanalom in sprejemnikom. Radijski sprejemnik je končna točka v prenosni poti radijskega signala, tukaj se dokončno pretvori iz električne energije v zvok za ljudi, ki to poslušajo.
V primeru optičnih komunikacij preko optičnega vlakna je oddajnik laser, prenosni komunikacijski kanal predstavlja optično vlakno, sprejemnik pa je fotodioda. 

### Analogna ali digitalna komunikacija?
Komunikacijski signali so lahko analogni ali digitalni. Obstajajo analogni in digitalni komunikacijski sistemi. Pri analognem signalu, se signal nenehno spreminja glede na informacije. Pri digitalnem signalu, se informacija kodira kot niz diskretnih vrednosti (npr. niz enic in ničel). Med širjenjem in sprejemanjem, se podatki iz analognih signalov neizogibno poslabšajo zaradi neželenega fizičnega hrupa.

## Družba in telekomunikacije
Telekomunikacije imajo pomembno vlogo v svetovnem gospodarstvu, pri čemer je bil prihodek svetovne telekomunikacijske industrije leta 2008 ocenjen v višini  3.850.000.000.000$. Storitveni prihodki svetovne telekomunikacijske industrije so bili v letu 2008 ocenjeni v višino 1.700.000.000.000 $  in se pričakuje, da se bodo do leta 2013 dosegel 2.700.000.000.000 $.